# Esporão (zoologia)

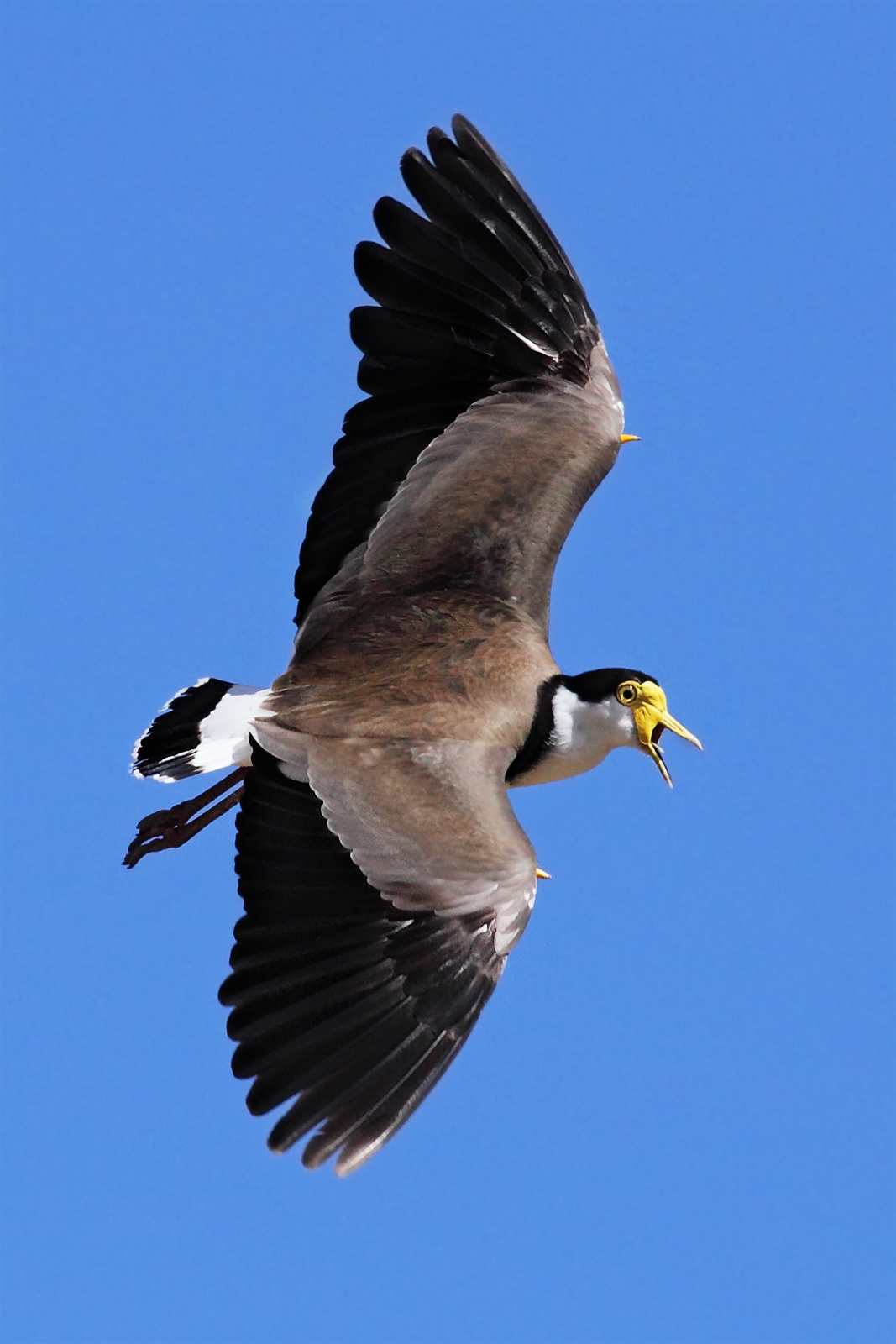
Voo do Vanellus miles. É possível ver esporões na parte da frente das asas.

Em zoologia, esporão é um protuberância óssea revestida que se assemelha a um chifre. Pode ocorrer em várias localizações anatômicas em alguns animais. Ao contrário das garras e unhas, que se desenvolvem a partir da ponta dos dedos do pé, os esporões se formam em outras partes do pé, geralmente nas articulações. Eles são mais comumente encontrados na patas traseiras, embora algumas aves possuem esporões na parte da frente das asas. Além das aves, essa estrutura também é encontrada em répteis e, mais raramente, em mamíferos (a exemplo do ornitorrinco).